# Gediminas Vičius
Gediminas Vičius (* 5. července 1985, Kaunas, Litevská SSR, Sovětský svaz) je litevský fotbalový záložník a reprezentant, který hraje v kazachstánském klubu Šachter Karagandy.

## Reprezentační kariéra
V A-mužstvu litevské reprezentace debutoval 11. října 2011 v kvalifikačním utkání na EURO 2012 proti České republice, které skončilo porážkou Litvy 1:4.